# Footix
Pour un article plus général, voir Mascotte de la Coupe du monde de football.
Pour l’article ayant un titre homophone, voir Foot'x.

Footix.

Footix est la mascotte de la Coupe du monde de football 1998 qui se déroulait en France. Créé par Fabrice Pialot, mandaté par l'agence Dragon Rouge, Footix est un coq, symbole de la France, représenté de manière anthropomorphe, dont le corps bleu reprend la couleur du maillot de l'équipe de France.

## Description
Footix est une représentation anthropomorphe d'un coq, dont le choix renvoie au coq gaulois, un des symboles de la France.
Son corps est bleu, comme le maillot de l'équipe de France, tandis que sa tête, sa crête et sa queue sont rouges ; ainsi, avec le blanc de ses yeux, il reprend les couleurs du drapeau de la France. Enfin, son bec est jaune. Sur son torse est tracé en blanc le logo « France 98 ».
Il est représenté chaussures à crampons aux pieds, tenant dans ses mains Tricolore, le ballon officiel de la Coupe du monde 1998, fabriqué par Adidas.

## Nom
Le nom de Footix fait référence au stéréotype véhiculé par la bande dessinée Astérix selon lequel les Gaulois, considérés comme les ancêtres des Français dans l'imaginaire collectif, auraient des noms se terminant toujours par « -ix ». Ce nom a été dévoilé le 27 novembre 1996, après avoir été soumis au vote des Français par minitel et téléphone à partir du 13 novembre, et avoir remporté 47 % des 18 500 suffrages, face aux autres propositions : Gallik, Houpi, Raffy et Zimbo,. La marque est enregistrée auprès de l'Institut national de la propriété industrielle (INPI) le 22 novembre.

## Succès
Pendant la compétition, Footix s'est assez mal vendu et a été peu utilisé. Par contre, associé à postériori à la victoire en finale, il est ensuite devenu beaucoup plus populaire en France.
Footix a figuré sur des séries de cartes téléphoniques, des enveloppes commémoratives de La Poste, de nombreux produits dérivés. Avec le logo de la Coupe du monde 1998 et le visuel représentant le trophée, Footix faisait partie des marques détenues par la Fédération internationale de football association (FIFA) via International Sport and Leisure (ISL), sa société de marketing sportif, et non par le Comité français d'organisation (CFO), qui reçut toutefois une compensation forfaitaire. Les droits de Footix ont été vendus à Sony via la société Sony World Cup Paris (SWC).

Exemples de produits dérivés
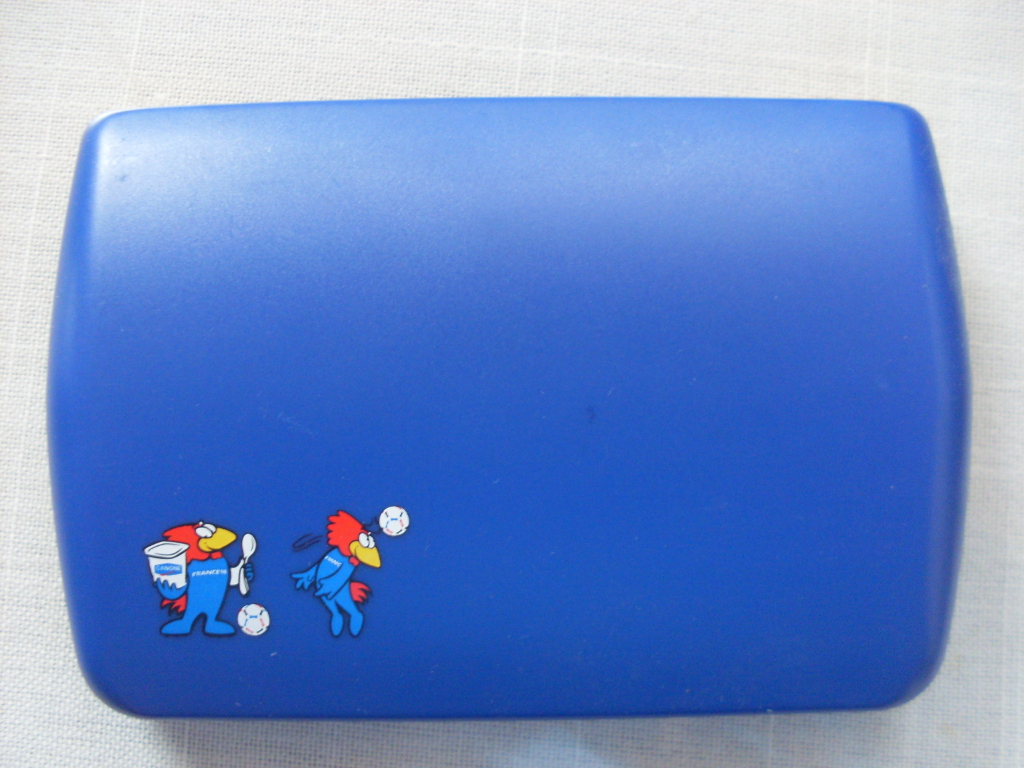
Jeu électronique de poche aux couleurs de Footix (et Danone).
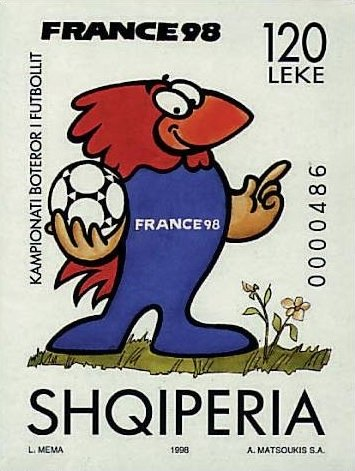
Footix sur un timbre d'Albanie.

## Autres mascottes
Footix ne doit pas être confondu avec Jules qui était la mascotte de l'équipe de France, imaginée pour la Coupe du monde de football de 1998.
Footix est le « papa » d'une jeune fille, Ettie, née de son étoile de champion du monde, créée en 2018 pour être la mascotte de la Coupe du monde féminine de football 2019 en France.

## Expression populaire
À la suite du sacre de l'équipe de France en 1998, le terme footix a pris un autre sens dans la culture populaire française,. En premier lieu, il désigne péjorativement, dans le contexte d'un grand événement sportif, une personne novice mais supportrice de son équipe lorsqu'elle gagne, et qui peut opportunément changer d'équipe soutenue en fonction des résultats. Ce terme est parfois élargi pour désigner ceux qui soutiennent plusieurs clubs à la fois, un club étranger voire un club autre que celui de leur ville ou région d'origine. Il est aussi souvent utilisé pour décrire une personne ne connaissant pas le foot mais qui donne son avis à qui veut bien l'entendre. Il peut également être utilisé pour décrire une personne supportant une/des équipes seulement lors de grandes compétitions.
L'expression a été déclinée à d'autres sports comme le basketball avec le terme basketix ou encore le cyclisme avec le terme cyclix, désignant ceux qui donnent leur avis, critiquent tel ou tel coureur en regardant le Tour de France alors qu'ils ne suivent pas le reste de la saison.
Cette notion existe également aux États-Unis sous le terme de bandwagoner désignant des personnes supportant une équipe très populaire ou récemment victorieuse.